# Rogatec nad Želimljami
Rogatec nad Želimljami – wieś w Słowenii, w gminie Ig. W 2018 roku liczyła 31 mieszkańców.